# Дар'я Деркач
Дар'я Деркач (нар. 27 березня 1993, Вінниця, Україна) — італійська легкоатлетка українського походження, яка спеціалізується на стрибках у довжину та потрійному стрибку.
5-кратна абсолютна чемпіонка Італії (3 — у приміщеннях та 2 — на відкритому повітрі) та 26 титулів на молодіжному рівні (10 юнацьких, 7 юніорів та стільки ж молодіжних, 2 старші молодіжні).
Володарка 5 національних рекордів, 2 юнацьких, стільки ж юніорських та 1 старшого молодіжного.

## Життєпис

### Ранні роки та виступи на юнацько-молодіжні виступи
Народилася 1993 року у Вінниці, у 2002 році разом з родиною переїхала до Італії, де оселилася в місті Пагані, в регіоні Кампанія. Мати Оксани була спортсменкою, а батько Сергій — тренер з легкоатлетичного багатоборства.
Через чинне законодавство Дар'я Деркач не могла виступати у футболці збірної Італії до 2013 року; за цей проміжок часу відмовлялася від пропозицій інших національних команд, отриманих від України, Іспанія та Катару.
На юнацькому рівні спортсменка за 9 років завоювала 23 італійські титули в стрибках у довжину, потрійному стрибку та п'ятиборстві. Таку можливість Дар'я мала навіть за відсутності італійського громадянства, адже спортсмени, які не народилися в Італії, але очікують громадянство, можуть виступати й претендувати на національний титул у чемпіонатах Італії в юнацьких та молодіжних категоріях.
Перший титул чемпіонки Італії Дарʼя Деркач здобула 2007 року в п’ятиборстві у старшій молодіжній віковій категорії, а наступного року повторила це досягнення.
У 2009 році завоювала три титули чемпіонки Італії серед студентів: тетратлон у приміщенні, потрійний стрибок у приміщенні (4-й на 60 м) та на відкритому повітрі; срібна медаль серед студентів.

### 2010-2012: титули чемпіонки Італії на юнацькому та молодіжному рівнях, очікування італійського громадянства
У 2010 році Деркач завоювала чотири національні нагороди: тетратлон на дистанції 60 м у приміщенні, гепталон та потрійний стрибок на відкритому повітрі; срібло у стрибку в довжину серед молоді в критих приміщеннях.
У 2011 році на юніорському чемпіонаті Італії в Цінквіні виграла п'ятиборство в приміщенні, стрибок у довжину, потрійний стрибок у приміщенні, а також стрибок у довжину з місця та потрійний стрибок у приміщеннях.
Дар'я Деркач пропустила сезон 2012 року – легкоатлетичний чемпіонат Італії в закритому приміщенні та абсолютний чемпіонат Італії, також не брала участі в легкоатлетичному чемпіонаті Італії на відкритому повітрі. Проте на юнацькому чемпіонаті Італії завоювала два чемпіонські титули: у стрибках у довжину та в потрійному стрибку.
У 2011 році опинилася у списку найкращих легкоатлетичних результатів у категорії U-23 у потрійному стрибку з результатом 13,56 м та в стрибку в довжину з результатом 6,55 м. Через відсутність італійського громадянства не могла виступати на основних континентальних та світових чемпіонатах з легкої атлетики (юнацький чемпіонат світу 2010 року та молодіжний (U-23) чемпіонат світу 2011 років). Наприклад, у 2010 році, незважаючи на потрапляння до найкращих результатів легкоатлетів світу, Деркач відмовилася змагатися на юніорському чемпіонаті світу в канадському Монктоні за Україну. Легкоатлетка остаточно вирішила захищати кольори збірної Італії, починаючи з Олімпійських ігор у Лондоні 2012 року; проте Дар'я отримала італійське громадянство лише в травні 2013 року.

### 2013-2015: віце-чемпіонка Європи (U-23), дві медалі Середземноморських ігор (U-23), титули чемпіонки Італії
На молодіжному (U-23) чемпіонаті Європи у фінському Тампере того ж року Деркач завоювала свою першу медаль за Італію, срібло в потрійному стрибку з результатом 13,56 м (найкраще особисте досягнення), після чого фінішувала на 6-й позиції у стрибку в довжину.
На легкоатлетичному чемпіонаті Італії 2013 року в Цинквіні виграла п'ятиборство в критих приміщеннях, стрибок у довжину та потрійний стрибок, а також стрибок у довжину та потрійний стрибок на відкритому повітрі. У лютому на чемпіонаті Італії в Анконі Дарʼя Деркач посіла перше місце у стрибках у довжину в приміщенні (але згодом була дискваліфікована, бо на час початку турніру не мала італійського громадянства, яке отримала лише 27 травня) та шосте місце в потрійному стрибку; також посіла друге та восьме місця у стрибку в довжину та потрійному стрибку в приміщенні відповідно. Ці досягнення були зареєстровані в Італії, але поза турнірною сіткою.
У червні 2013 року Деркач дебютувала у складі національної збірної Італії в командному чемпіонаті Європи з легкої атлетики, який проходив у Ґейтсгеді у Великій Британії, де посіла 6 місце в змаганнях зі стрибків у довжину; на чемпіонаті світу з легкої атлетики в Москві їй не вдалося пройти до фіналу у стрибках у довжину – Дар'я посіла 28-е підсумкове місце.
У 2014 році на чемпіонаті Італії завоювала 4 титули: перемогла в стрибку в довжину та в потрійному стрибку, бронзу в стрибку в довжину на відкритому повітрі (завдяки третій спробі) та срібло в потрійному стрибку на відкритому повітрі. Срібло в національній першості надавало Деркач право потрапити до національної збірної – вона потрапила до призової трійки, проте виступала поза турнірною сіткою.
На молодіжних Середземноморських іграх 2013 року у французькому Обані Деркач завоювала дві нагороди: срібло — у потрійному стрибку та бронзу — у стрибку в довжину. Проте Дар'ї не вдалося потрапити до фіналу чемпіонату Європи з легкої атлетики 2014 року у швейцарському Цюриху, де спортсменка посіла підсумкове 21-е місце.
У 2015 році завоювала два титули чемпіона Італії: виграла потрійний стрибок у приміщенні (а також 3-є місце в стрибку в довжину) та потрійний стрибок на відкритому повітрі (стала четвертою в потрійному стрибку). Завоювала дві срібні медалі у п'ятиборстві в закритому приміщенні.
На чемпіонаті Європи з легкої атлетики в приміщенні 2015 року в Празі Дарʼї Деркач знову не вдалося потрапити до фіналу в потрійному стрибку й вона фінішувала на підсумковому 21-у місці (повторила минулорічний результат чемпіонату Європи в Цюриху). Після цього на легкоатлетичному чемпіонаті Італії на відкритому повітрі також виграла стрибок у довжину та потрійний стрибок.
На молодіжному чемпіонаті Європи 2015 року в естонському Таллінні Деркач посіла 4-е місце в потрійному стрибку.
Згодом спортсменка стала учасницею Літньої Олімпіади 2016 року в Ріо-де-Жанейро, де досягла фіналу, перевершивши кваліфікаційну відстань на 45 сантиметрів.

## Цікаві факти
- Вигравала в потрійному стрибку на чемпіонатах Італії в усіх 4 категоріях, юнацькому, юніорському та студентському (молодь не виступає в приміщеннях).
- Багаторазова призерка чемпіонату Італії у всіх молодіжних категоріях: юнаки, юніори та студенти (у приміщеннях студенти не виступають).
- За свою кар’єру з 2007 року завоювала п'ять пентратріків (2011, 2013), два покери (2014, 2015) та два виграні титули італійських титулів (2009, 2010).
- З 2009 року вигравала щонайменше два національні титули на рік.

## Національні рекорди

### Молодіжні
- Стрибок у довжину: 6,67 м ( Рієті, 15 червня 2013 року[8])
- Стрибок у довжину в приміщенні: 6,42 м ( Анкона, 8 лютого 2014 року[9])

### Юніорські
- Стрибок у довжину в приміщенні (міжнародний): 6,45 м ( Анкона, 13 лютого 2011 року[9])
- Потрійний стрибок в приміщенні (міжнародний): 13,56 м ( Анкона, 12 лютого 2011 року[9])

### Юнацькі
- П'ятиборство (80 метрів у бігу з перешкодами, стрибок у висоту, метання списа, стрибок у довжину, біг на дистанції 600 метрів): 4648 очок ( Рим, 11 жовтня 2008 року[8])

## Статистика

### Стрибок у довжину
| Рік  | Результат | Місто            | Дата      | Світ. рейт. |
| ---- | --------- | ---------------- | --------- | ----------- |
| 2014 | 6,42 м    | Роверето         | 19-7-2014 | 104ª        |
| 2013 | 6,67 м    | Рієті            | 15-6-2013 | 35ª         |
| 2012 | 6,27 м    | Мізано-Адріатіко | 15-6-2012 | 256ª        |
| 2011 | 6,55 м    | Нембро           | 1-7-2011  | 80ª         |
| 2010 | 6,07 м    | Ізернія          | 5-9-2010  | 472ª        |
| 2009 | 6,12 м    | Марано-ді-Наполі | 5-7-2009  |             |
| 2008 | 5,94 м    | Формія           | 2-7-2008  | 731ª        |

### Стрибок у довжину в приміщенні
| Рік  | Результат | Місто   | Дата      | Світ. рейт. |
| ---- | --------- | ------- | --------- | ----------- |
| 2015 | 6,22 м    | Анкона  | 7-2-2015  |             |
| 2014 | 6,42 м    | Анкона  | 8-2-2014  | 49ª         |
| 2013 | 6,29 м    | Анкона  | 27-1-2013 | 93ª         |
| 2011 | 6,45 м    | Анкона  | 13-2-2011 | 43ª         |
| 2010 | 5,93 м    | Неаполь | 24-1-2010 | 390ª        |
| 2008 | 5,75 м    | Неаполь | 9-3-2008  | 693ª        |

### Потрійний стрибок
| Рік  | Результат | Місто            | Дата      | Світ. рейт. |
| ---- | --------- | ---------------- | --------- | ----------- |
| 2014 | 13,56 м   | Латина           | 25-5-2014 | 102ªa       |
| 2013 | 13,92 м   | Рієті            | 16-6-2013 | 57ª         |
| 2012 | 13,09 м   | Рієті            | 26-6-2012 | 255ª        |
| 2011 | 13,56 м   | Флоренція        | 4-6-2011  | 121ª        |
| 2010 | 13,04 м   | Марано-ді-Наполі | 16-5-2010 | 251ª        |
| 2009 | 13,05 м   | Марано-ді-Наполі | 4-7-2009  | 250ª        |
| 2008 | 12,42 м   | Скафаті          | 21-6-2008 | 643ª        |

### Потрійний стрибок у приміщенні
| Рік  | Результат | Місто  | Дата      | Світ. рейт. |
| ---- | --------- | ------ | --------- | ----------- |
| 2015 | 13,84 м   | Падуя  | 21-2-2015 |             |
| 2014 | 13,51 м   | Анкона | 9-2-2014  | 48ª         |
| 2013 | 12,98 м   | Анкона | 17-2-2013 | 131ª        |
| 2011 | 13,56 м   | Анкона | 12-2-2011 | 57ª         |
| 2009 | 12,68 м   | Анкона | 14-2-2009 | 218ª        |

## Досягнення
| Рік  | Змагання                      | Місто          | Дисципліна        | Досягнення | Результат | Примітки |
| ---- | ----------------------------- | -------------- | ----------------- | ---------- | --------- | -------- |
| 2013 | чемпіонат Європи U-23         | Тампере        | Стрибок у довжину | 6ª         | 6,45 м    | [ 10 ]   |
| 2013 | чемпіонат Європи U-23         | Тампере        | Потрійний стрибок |            | 13,56 м   | [ 10 ]   |
| 2013 | Чемпіонат світу               | Москва         | Стрибок у довжину | 28ª (кв)   | 6,16 м    | [ 10 ]   |
| 2014 | Середземноморські ігри U-23   | Обань          | Стрибок у довжину |            | 6,09 м    | [ 11 ]   |
| 2014 | Середземноморські ігри U-23   | Обань          | Потрійний стрибок |            | 13,81 м   | [ 12 ]   |
| 2014 | Європа                        | Цюрих          | Потрійний стрибок | 21ª (кв)   | 13,06 м   | [ 13 ]   |
| 2015 | Чемпіонат Європи в приміщенні | Прага          | Потрійний стрибок | 21ª (кв)   | 13,40 м   | [ 14 ]   |
| 2015 | Чемпіонат Європи U-23         | Таллінн        | Стрибок у довжину | 20ª (кв)   | 6,00 м    |          |
| 2015 | Чемпіонат Європи U-23         | Таллінн        | Потрійний стрибок | 4ª         | 13,88 м   | [ 15 ]   |
| 2016 | Чемпіонат Європи              | Амстердам      | Потрійний стрибок | 10ª        | 13,89 м   |          |
| 2016 | Олімпійські ігри              | Ріо-де-Жанейро | Потрійний стрибок | 28ª (кв)   | 13,56 м   |          |
| 2017 | Чемпіонат Європи в приміщенні | Белград        | Потрійний стрибок | 13ª (кв)   | 13,69 м   |          |
| 2018 | Середземноморські ігри        | Таррагона      | Salto triplo      | 8ª         | 13,39 м   |          |
| 2018 | Чемпіонат Європи              | Берлін         | потрійний стрибок | (НЧ) (кв)  | (НЧ) (кв) |          |

## Національні змагання
- 2-кратна молодіжна чемпіонка з потрійного стрибка в приміщенні (2015, 2017)
- 2-кратна молодіжна чемпіонка з потрійного стрибка (2014, 2016)
- молодіжна чемпіонка зі стрибків у довжину в приміщенні (2014)
- 2-кратна чемпіонка з потрійного стрибка серед юніорів (2013, 2015)
- 2-кратна чемпіонка зі стрибка в довжину серед юніорів (2013, 2015)
- чемпіонка з п'ятиборства в приміщенні серед юніорів (2013)
- 3-кратна чемпіонка з потрійного стрибка в приміщенні серед юніорів (2013, 2014, 2015)
- 2-кратна чемпіонка зі стрибків у довжину в приміщенні серед юніорів (2013, 2014)
- 2-кратна юнацька чемпіонка з потрійного стрибка (2011, 2012)
- 2-кратна юнацька чемпіонка зі стрибків у довжину (2011, 2012)
- юнацька чемпіонка з потрійного стрибка в приміщенні серед юніорів (2011)
- юнацька чемпіонка з потрійного стрибка в приміщенні серед юніорів (2011)
- юнацька чемпіонка з п'ятиборства в приміщенні (2011)
- 2-кратна чемпіонка з потрійного стрибка серед молодших дівчат (2009, 2010)
- чемпіонка з семиборства серед молодших дівчат (2010)
- чемпіонка з бігу на 60 м з бар'єрами серед молодших дівчат (2010)
- чемпіонка з потрійного стрибка серед молодших дівчат (2009)
- 2-кратна чемпіонка з легкоатлетичного багатоборства серед молодших дівчат (2009, 2010)
- 2-кратна чемпіонка з легкоатлетичного п'ятиборства серед школярок (2007, 2008)

2007
- Золото на чемпіонаті Італії серед учнів та учениць, (Равенна), П'ятиборство - 4,109 очок[16]

2008
- Золото на чемпіонаті Італії серед учнів та учениць, (Рим), П'ятиборство - 4,648 очок[17]

2009
- Золото на юнацькому та молодіжному чемпіонаті Італії з легкоатлетичного п'ятиборства у приміщення, (Анкона), п'ятиборство - 3,012 балів[18]
- 4-е місце на юнацькому та молодіжному чемпіонаті Італії в приміщенні, біг на 60 м з перешкодами, 8”84[19]
- Золото на юнацькому та молодіжному чемпіонаті Італії в приміщенні, (Анкона), потрійний стрибок — 12,68 м[20]
- Срібло на юнацькому чемпіонаті Італії з багатоборства, (Бусто-Арсіціо), 3,722 бали[21]
- Золота медаль на юнацькому чемпіонаті Італії (Гроссето), потрійний стрибок — 12,15 м[22]

2010
- Золото на юнацькому та молодіжному чемпіонаті Італії у приміщенні, (Анкона), П'ятиборство — 2,869 балів[23]
- Золото на юнацькому та молодіжному чемпіонаті Італії у приміщенні, (Анкона), біг на 60 м з перепонами - 8 "65[24]
- Срібло на юнацькому та молодіжному чемпіонаті Італії у приміщенні, (Анкона), стрибок у довжину — 5,87 м[25]
- Золото на юнацькому та молодіжному чемпіонаті Італії з легкої атлетики, (Б'єлла), Багатоборство — 5,211 балів[26]
- Золото на юнацькому чемпіонаті Італії, (Рієті), потрійний стрибок — 12,94 м[27]

2011
- Золото на юнацькому та молодіжному чемпіонаті Італії з легкої атлетики в приміщенні, (Анкона), П'ятиборство — 3,816 балів[28]
- Золото на юнацькому та молодіжному чемпіонаті Італії в приміщенні, (Анкона), стрибок у довжину — 6,45 м[29]
- Золото на юнацькому та молодіжному чемпіонаті Італії в приміщенні, (Анкона), потрійний стрибок — 13,56 м[30]
- Золото на юніорському та молодіжному чемпіонаті Італії (Брессаноне), стрибок у довжину — 6,32 м[31]
- Золото на юніорському та молодіжному чемпіонаті Італії (Брессаноне), потрійний стрибок — 13,30 м[32]

2012
- Золото на юніорському та молодіжному чемпіонаті Італії, (Мізано-Адріатіко), стрибок у довжину — 6,38 м[33]
- Золото на юніорському та молодіжному чемпіонаті Італії, (Мізано-Адріатіко), потрійний стрибок — 13,64 м[34]

2013
- Золото на юніорському та молодіжному чемпіонаті Італії з легкої атлетики в приміщенні, (Анкона),

п'ятиборство — 3,969 балів
- 1-е місце на юніорському та молодіжному чемпіонаті Італії в приміщенні, (Анкона), стрибок у довжину — 6,20 м (поза змаганнями)[36]
- Золото на юнацькому та молодіжному чемпіонаті Італії в приміщенні, (Анкона), стрибок у довжину — 6,20 м[37]
- 6-а на юнацькому та молодіжному чемпіонаті Італії в приміщенні (Анкона), потрійний стрибок — 12,98 м[38]
- Золото на юнацькому та молодіжному чемпіонаті Італії в приміщенні, (Анкона), потрійний стрибок — 12,98 м[39]
- Золото на юніорському та молодіжному чемпіонаті Італії, (Рієті), стрибок у довжину — 6,67 м[40]
- Золото на юніорському та молодіжному чемпіонаті Італії, (Рієті), потрійний стрибок — 13,92 м[41]
- Срібло на юнацькому чемпіонаті Італії, (Мілан), стрибок у довжину — 6,20 м[42]
- 7-а на юнацькому чемпіонаті Італії (Мілан), потрійний стрибок — 12,70 м[43]

2014
- Золото на юніорському та молодіжному чемпіонаті Італії в приміщенні, (Анкона), стрибок у довжину — 6,42 м[44]
- Золото на юніорському та молодіжному чемпіонаті Італії в приміщенні, (Анкона), потрійний стрибок — 13,51 м[45]
- Золото на чемпіонаті Італії в приміщенні, (Анкона), стрибок у довжину — 6,28 м[46]
- Бронза на чемпіонаті Італії в приміщенні, (Анкона), потрійний стрибок — 13,36 м[47]
- Срібло на юніорському та молодіжному чемпіонаті Італії серед юніорів та обіцянок, (Турин), стрибок у довжину — 6,12 м[48]
- Срібло на чемпіонаті Італії в приміщенні, (Роверето), стрибок у довжину — 6,42 м[49]
- Золото на чемпіонаті Італії в приміщенні, (Роверето), потрійний стрибок — 13,10 м[50]

2015
- Срібло на молодіжному та дорослому чемпіонаті Італії в приміщенні з багатоборства (Падуя), п'ятиборство — 4032 очки[51]
- Срібло на молодіжному та дорослому чемпіонаті Італії в приміщенні з багатоборства (Падуя), п'ятиборство — 4032 очки[52]
- Бронза на юніорському та молодіжному чемпіонаті Італії (Анкона), стрибок у довжину — 6,22 м[53]
- Золото на юніорському та молодіжному чемпіонаті Італії (Анкона), потрійний стрибок — 13,42 м[54]
- 4-а на чемпіонаті Італії в приміщенні, (Падуя), стрибок у довжину — 6,19 м[55]
- Золото на чемпіонаті Італії в приміщенні, (Падуя), потрійний стрибок — 13,84 м[56]
- Золото на юніорському та молодіжному чемпіонаті Італії, (Рієті), стрибок у довжину — 6,52 м[57]
- Золото на юніорському та молодіжному чемпіонаті Італії, (Рієті), потрійний стрибок — 13,53 м[58]

## Інші міжнародні турніри
2011
- Золото на Клубному кубку чемпіонів серед юніорів ( Кастельйон), біг на 100 м з перепонами — 13"83[59]
- Золото на Клубному кубку чемпіонів серед юніорів ( Кастельйон), стрибок у довжину — 6,21 м[59]
- Золото на Клубному кубку чемпіонів серед юніорів ( Кастельйон), 4×100 м — 47"37[59]

2013
- 6-е місце на Командному чемпіонаті Європи з легкої атлетики ( Ґейтсгед), стрибок у довжину — 6,21 м[10].